# Klickitat
I Klickitat (detti anche Klikitat) sono una tribù di nativi americani nel nordovest del Pacifico. Essi sono registrati nel "Confederated Tribes and Bands of the Yakama Nation".

## Storia
Tribù del ceppo Shahaptian, erano stanziati ad ovest del territorio dei Yakama.